# Александр Карагеоргиевич (кронпринц Югославии)
Алекса́ндр Карагео́ргиевич (серб. Александар Карађорђевић), родился 17 июля 1945, Лондон, Великобритания), Александр II (формально) — глава дома Карагеоргиевичей, единственный сын последнего короля Югославии Петра II и Александры Греческой, правнучки королевы-консорта Греции Ольги Константиновны Романовой.

## Биография
Родился 17 июля 1945 года в Лондоне. Существует популярная легенда о том, что премьер-министр Великобритании Уинстон Черчилль на один день провозгласил номер отеля «Кларидж», в котором родился Александр Карагеоргиевич, территорией Королевства Югославия, поскольку по югославскому законодательству рождённый за пределами Югославии терял право на престол, однако этой легенде нет доказательств. Окончил частную школу в Швейцарии (Institut Le Rosey). Капитан Королевских военно-воздушных сил Великобритании.
Ныне Александр Карагеоргиевич вместе с семьёй живёт в Дединье (Белград), в Королевском дворце. Верит в установление конституционной монархии в Сербии, считая, что она принесёт стране единство и стабильность. В этом его поддерживает Сербская православная церковь.
В начале 2008 года впервые посетил Россию.

## Браки и дети
Первая жена кронпринца Александра — Мария да Глория Орлеанс-Браганса. Александр и Мария да Глория развелись в 1985 году.
Сыновья от первого брака:
- Пётр (род. 5 февраля 1980),
  - Долорес (род. 2017)
- Филипп (род. 15 января 1982), 24 июля 2017 года было объявлено о помолвке с Даницей Маринкович — дочерью известного сербского художника Цело Маринковича. 7 октября 2017 года в Соборе Святого Архангела Михаила в Белграде состоялось венчание[8]. Невеста была одета в свадебное платье от британского дизайнера сербского происхождения Роксанды Илинчич.
  - Стефан (род. 25 февраля 2018)
  - Мария (род. 5 ноября 2023)
- Александр (род. 15 января 1982).

Со своей второй женой Катариной Карагеоргиевич поженились в Лондоне 20 сентября 1985 года, а на следующий день венчались в православной церкви St. Sava Serbian в Ноттинг-Хилле. Их шафером был последний король Греции Константин II, а свидетелем — бывший титулярный кронпринц Югославии Томислав Карагеоргиевич. Этот брак бездетный.

## Награды
С 1970 года — Великий магистр династических наград Сербского Королевского Дома:
- Орден святого князя Лазаря
- Орден Звезды Карагеоргия
- Орден Белого орла (Сербия)
- Орден Югославской короны
- Орден Святого Саввы

Иностранные награды
- Медаль Генеральной службы (General Service Medal (англ.)) (Великобритания)[9]
- Бальи — кавалер Большого креста чести и преданности Суверенного Мальтийского ордена[9]
- Кавалер Большого креста Ордена Заслуг pro Merito Melitensi[9]
- Памятная медаль свадьбы Кронпринцессы Виктории и господина Даниэля Вестлинга (19 июня 2010 года, Швеция)[9]
- Командор Ордена Почётного легиона (2015 год, Франция)[10]
- Памятная медаль к 70-летию короля Швеции Карла XVI Густава ( Швеция 30 апреля 2016)

Династические награды
- Кавалер Большого креста Ордена Святых Маврикия и Лазаря[9]
- Кавалер Большого креста Ордена Непорочного зачатия Девы Марии Вилла-Викозской (1972 год)[9]
- Кавалер Большого креста Императорского Ордена Педро I (1972 год)
- Кавалер Большого креста Императорского Ордена Розы (1972 год)
- Кавалер Ордена Святого Януария[9]
- Бальи-Кавалер Большого креста с цепью по праву Константиновского Ордена Святого Георгия (1984 год, Королевский Дом Обеих Сицилий)[11]

Конфессиональные награды
- Большой крест Ордена Святого Гроба Господня (1999 год, Иерусалимская Православная Церковь)[9]
- Орден Святого Саввы 1-й степени (Сербская Православная Церковь)[9]
- Орден Святых архангелов Михаила и Гавриила (Иерисосская, Святой Горы и Ардамерионская митрополия, Элладская Православная Церковь)[9]
- Орден Святого царя Константина (2013 год, Сербская Православная Церковь)[12]
- Орден Святого князя Лазаря (Рашско-Призренская епархия, Сербская Православная Церковь)
- Орден Святого Николая Сербского (Шабацкая епархия, Сербская Православная Церковь)